# …und vor Lust zu sterben
…und vor Lust zu sterben (Originaltitel: … et mourir de plaisir) ist ein französisch-italienischer Spielfilm aus dem Jahr 1960. Regie führte Roger Vadim. Die Hauptrollen sind mit Mel Ferrer, Elsa Martinelli und Annette Stroyberg besetzt. Das Drehbuch stammt vom Regisseur in Gemeinschaft mit Claude Brulé und Claude Martin. Es beruht lose auf der Novelle Carmilla des irischen Schriftstellers Joseph Sheridan Le Fanu. In diesem Werk wird die Geschichte eines lesbischen Vampirs erzählt. In der Bundesrepublik Deutschland kam der Film das erste Mal am 27. Januar 1961 in die Kinos.

## Handlung
Leopoldo De Karnstein besitzt ein großes Anwesen in der Nähe von Rom. Zurzeit hat er Besuch von seiner Verlobten Georgia Monteverdi und seiner österreichischen Cousine Carmilla von Karnstein. Letztere ist krank vor Eifersucht, weil sie ebenfalls in Leopoldo verliebt ist. Anlass für den Besuch ist ein Maskenball, zu dem Leopoldo geladen hat. Als Höhepunkt des Festes soll von der Ruine der nahegelegenen Abtei aus ein prachtvolles Feuerwerk stattfinden. Als alle Gäste versammelt sind, erzählt Leopoldo, sein Dienstpersonal fürchte sich davor, den Friedhof neben der Ruine zu betreten, weil die Sage umgehe, dass dort Vampire begraben lägen, die vor rund 200 Jahren von den Bauern der Umgebung gepfählt worden seien. Nur das Grab einer gewissen Millarca, die auch aus dem Geschlechte der Karnsteins stamme, sei nicht gefunden worden. Von ihr hängt in der Villa ein lebensgroßes Porträt. Die Ähnlichkeit der Verstorbenen mit der lebenden Carmilla ist nicht zu übersehen. Deshalb sind auch alle Gäste verblüfft, als Carmilla in Millarcas weißem Kleid zum Ball erscheint.
Kaum hat das Feuerwerk begonnen, ereignen sich einige Explosionen, die offensichtlich nicht geplant sind. Bald stellt sich heraus, dass ein paar Minen aus dem Zweiten Weltkrieg, die in der Abtei versteckt worden waren, durch einen Feuerwerkskörper gezündet worden sind. Plötzlich wird Carmilla von einer inneren Stimme befohlen, die Einsturzstelle aufzusuchen. Dem Drang gehorchend, steht sie auf einmal vor Millarcas Grab. Von diesem Augenblick an bildet sich Carmilla ein, immer mal wieder für kurze Zeit Millarca zu sein. Im Park begegnet sie dem Dienstmädchen Lisa. Diese erschrickt beim Anblick Carmillas und sucht rasch das Weite. Tags darauf wird Lisas Leiche mit einer Bisswunde am Hals entdeckt.
Bei einem Gewitter suchen Carmilla und Georgia in einem Gewächshaus Schutz vor dem Unwetter. Letztere hat sich an einem Dorn den Finger verletzt, und vom Abschlecken her klebt noch etwas Blut an ihren Lippen. Carmilla starrt ganz gierig auf das Blut. Sie geht auf Georgia zu und drückt ihr einen heftigen Kuss auf die Lippen. Entsetzt eilt Georgia davon. In dieser Nacht erscheint ihr im Traum die tote Millarca und gesteht ihr, Carmilla während des Feuerwerks umgebracht zu haben. Beim Erwachen sieht Georgia, wie sich Carmilla über sie beugt. Ihre lauten Schreie vertreiben die Besucherin.
Der Lärm hat die Hausbewohner herbeigerufen. Die Suche nach der verschwundenen Carmilla bleibt ohne Erfolg.
In der Abtei bereiten Soldaten die Sprengung des verbliebenen Minenlagers vor. Da glaubt plötzlich Leopoldo, im Dunst seine Cousine zu entdecken. Als er auf sie zugeht, schlägt ihm eine Explosion entgegen. Mit Entsetzen muss er mit ansehen, wie die Druckwelle seine Verwandte auf eine Umzäunung geschleudert hat und dabei ihr Herz von einem Pfahl durchbohrt worden ist.

## Ergänzungen
Die Dekorationen stammen vom Filmarchitekten und Ausstatter Jean André. An der Kamera stand Claude Renoir. Marcel Escoffier war für die Kostüme zuständig.

## Kritik
Das Lexikon des internationalen Films zieht folgendes Fazit: „Mit kulinarischer Farbfotografie und preziösen Dekors versehene Mischung aus Gesellschaftsdrama, Horrorfilm und Erotikon. Regisseur Vadim ließ sich von Dreyer, Cocteau und Welles inspirieren; seine «Poesie des Grauens» kommt allerdings kaum über kunstgewerbliches Epigonentum hinaus.“

## Quelle
- Programm zum Film, erschienen im Verlag Das neue Filmprogramm, Mannheim, ohne Nummernangabe